# Flúðir
Flúðir je vesnice na jihozápadě Islandu. Leží v obci Hrunamannahreppur nedaleko obce Skeiða- og Gnúpverjahreppur. Jižně od obce leží kopec Miðfell, na jehož vrcholu se nachází malé jezero. V roce 2018 zde žilo 432 obyvatel.
Obyvatelé vesnice pracují především v průmyslu a službách, zejména v cestovním ruchu. Využití geotermální energie jim umožňuje pěstování zeleniny ve sklenících.